# Fatmir Sulejmani
Fatmir Sulejmani (mac. Фатмир Сулејмани; ur. 1959 w Tetowie) – jugosłowiański i północnomacedoński albanista pochodzenia albańskiego.

## Życiorys
W 1985 roku ukończył studia na Uniwersytecie Świętych Cyryla i Metodego w Skopju. Odbył następnie studia magisterskie w dziedzinie filologii na Państwowym Uniwersytecie w Tetowie, a w 2011 roku obronił pracę doktorską na Uniwersytecie Tirańskim.
Po odbyciu studiów pracował przez kilkanaście lat jako nauczyciel języka albańskiego. W 2004 roku rozpoczął pracę na Wydziale Filologicznym Uniwersytetu Europy Południowo-Wschodniej w Tetowie jako asystent, po czterech latach przeszedł do Państwowego Uniwersytetu w Tetowie, w kwietniu 2013 objął funkcję adiunkta na Wydziale Filologicznym tejże uczelni. W kwietniu 2017 został profesorem nadzwyczajnym, a w styczniu 2022 profesorem zwyczajnym.
Jego ojczystym językiem jest albański, deklaruje także biegłą znajomość języków chorwackiego i macedońskiego, a także podstawową znajomość języka angielskiego.